# Iatan
Iatan es una villa ubicada en el condado de Platte en el estado estadounidense de Misuri. En el Censo de 2010 tenía una población de 45 habitantes y una densidad poblacional de 144,79 personas por km².

## Geografía
Iatan se encuentra ubicada en las coordenadas 39°28′38″N 94°59′2″O / 39.47722, -94.98389. Según la Oficina del Censo de los Estados Unidos, Iatan tiene una superficie total de 0.31 km², de la cual 0.31 km² corresponden a tierra firme y (0%) 0 km² es agua.

## Demografía
Según el censo de 2010, había 45 personas residiendo en Iatan. La densidad de población era de 144,79 hab./km². De los 45 habitantes, Iatan estaba compuesto por el 91.11% blancos, el 6.67% eran afroamericanos, el 0% eran amerindios, el 0% eran asiáticos, el 0% eran isleños del Pacífico, el 0% eran de otras razas y el 2.22% pertenecían a dos o más razas. Del total de la población el 0% eran hispanos o latinos de cualquier raza.